# State Farm Stadion
A State Farm Stadion egy többcélú stadion a Phoenixtől nyugatra fekvő arizonai Glendale-ben, a National Football League (NFL) Arizona Cardinals csapatának és az évente megrendezésre kerülő Fiesta Bowlnak ad otthont. A State Farm Stadion a tembebeli Sun Devil Stadiont váltotta fel mint a Phoenix városi körzet (Valley of the Sun) fő stadionja. A stadion a Gila River Aréna mellett található, amely a National Hockey League-ben szereplő Arizona Coyotes otthona.